# Anthemius van Byzantium
Anthemius (waarschijnlijk tussen 350 en 360 - na 414) was in 405 consul en in de periode 405-414 pretoriaanse prefect van het Oosten. Na de dood van keizer Arcadius werd hij in 408 regent voor de toekomstige keizer Theodosius II.

## Begin ambtelijke carrière
Anthemius was de kleinzoon van Flavius Philippus, pretoriaanse prefect van het Oosten. Hij maakte carrière tijdens het bewind van keizer Arcadius. Rond het jaar 400 werd hij benoemd tot comes sacrarum largitionum ('graaf van de heilige schatkist"). Vier jaar later werd hij bevorderd tot magister officiorum ("meester van de kantoren"). Hij bekleedde deze positie ook tijdens de ongeregeldheden, die volgden op de laatste afzetting van Johannes Chrysostomus uit het patriarchaat van Constantinopel (Pasen, 404). Johannes’ vijanden eisten troepen van Anthemius om de menigte uiteen te drijven. In eerste instantie weigerde Anthemius dat, maar uiteindelijk gaf hij toch toe, waarbij hij overigens wel zei dat zij zelf verantwoordelijk waren voor de gevolgen van deze actie.

## Consulschap en politiek beleid
In 405 werd hij tot consul van het Oost-Romeinse Rijk benoemd. In het westen was Stilicho zijn consulaire collega. Na de dood van de Augusta Aelia Eudoxia volgde hij Aurelianus in dat jaar op als pretoriaanse prefect van het Oosten. Door deze benoeming werd hij na de keizer de op de een na machtigste man van het Oost-Romeins rijk. Op 28 april 406 werd hij verheven tot de rang van patricius. De waardering die Anthemius ten deel viel kan worden afgelezen uit de felicitatiebrief die Chrysostomus hem schreef bij gelegenheid van zijn benoeming tot pretoriaanse prefect: “het ambt werd meer geëerd door zijn ambtstermijn dan hij door het ambt". Hij bepaalde de politiek in de resterende jaren van het bewind van keizer Arcadius. Hij zette de anti-Germaanse politiek van zijn voorganger voort en probeerde de autonomie en integriteit van het Oostelijke Romeinse Rijk te bewaren. Dit bracht hem in conflict met de almachtige Stilicho, die de prefectuur Illyricum bij het westen wilde voegen en die het Oostelijk Romeins Rijk ondergeschikt wilde maken aan het Westelijk Romeins Rijk. Tegelijkertijd had Anthemius te maken met de aanwezigheid van de Gotische leider Alarik I en zijn volk in Illyricum, de voortdurende opstand van de Isauriërs, waardoor de zuidelijke provincies van Asia Minor werden verwoest. Verder vaardigde Anthemius een aantal nieuwe wetten tegen het heidendom, het jodendom en de ketterij uit.

## Regentschap
Toen Arcadius in 408 stierf was zijn zoon en opvolger Theodosius II een kind van zeven jaar. Anthemius nam het regentschap op. Hij toonde een opmerkelijk politiek talent. Hij initieerde een nieuw vredesverdrag met het Sassanidische Rijk, en was, mede dankzij de dood van Stilicho, in staat om de harmonie te herstellen in de betrekkingen tussen de keizerlijke hoven van Constantinopel en Ravenna. Nadat er in 409 op succesvolle wijze een invasie van de Hunnen, onder hun leider Uldin, was afgeslagen, versterkte Anthemius de Donauvloot, die de provincies Moesia en Scythia moest beschermen tegen verdere aanvallen.

## Reorganisatie van de graanleveranties
Hij slaagde er bovendien met succes in de graanleveranties aan Constantinopel, die vooral uit Egypte afkomstig waren en die onder het gezag van de stedelijke prefect stonden, te reorganiseren. In het verleden waren er door een gebrek aan beschikbare schepen tekorten ontstaan, wat in hongersnoden had geresulteerd. De meest recente hongersnood was in 408 geweest. Naar aanleiding daarvan reorganiseerde Anthemius in 409 de graantransporten. Hij verleende belastingvrijstellingen aan de graantransporteurs en nam maatregelen om ook elders graan aan te kopen. Ook creëerde hij een noodfonds voor de aanschaf en distributie van graan aan de burgers van Constantinopel. Verder nam hij in 409 maatregelen om de regelmatige inning van belastingen te verzekeren. Vijf jaar later, in 414, verleende hij tevens een vrijstelling voor alle achterstallige belastingen over de jaren 368-407.

## Initiator van de muur van Theodosius

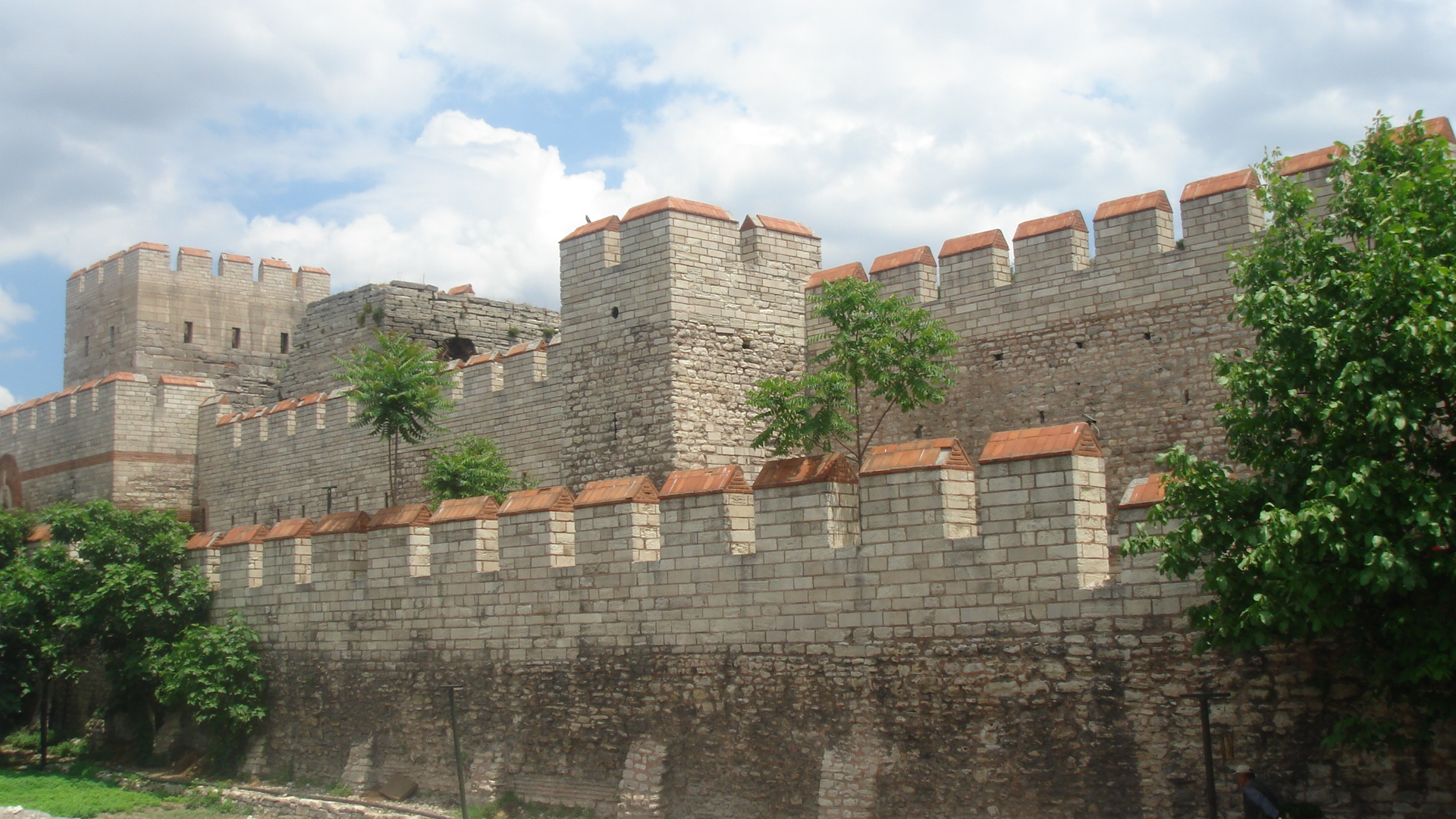
Een gerestaureerd deel van de muur van Theodosius

Anthemius speelde een belangrijke rol in de versterking van de verdedigingswerken van de stad Constantinopel en waarschijnlijk ook in de aanvang van de bouw van de Hexamilion. Het enige werk van Anthemius dat vandaag de dag nog steeds overeind staat is de belangrijkste van de drie muren van de Muur van Theodosius. In het begin van de 5de eeuw was Constantinopel zo sterk gegroeid, dat de grenzen die door Constantijn I de Grote waren afgebakend, begonnen te knellen. Anthemius begon met de bouw van een nieuwe muur, ongeveer 1500 meter ten westen van de oude stadsmuur. Deze muur van Theodosius strekte zich 6,5 kilometer uit tussen de zee van Marmara en de voorstad van Blachernae vlak bij de Gouden Hoorn. De muur werd in 413 voltooid. Het grondoppervlak van de stad werd bijna verdubbeld, een feit waarvoor hij door Bury "in zekere zin, de tweede stichter van Constantinopel" werd genoemd.

## Einde carrière
In 414 verdween Anthemius plotseling van het toneel, wat overigens niet wil zeggen dat hij noodzakelijkerwijs in politieke ongenade viel. Hij moet in 414 trouwens al aardig op leeftijd zijn geweest aangezien een zoon van hem reeds rond 408 de functie van proconsul in de Romeinse provincie Asia bekleedde. Het regentschap voor Arcadius werd overgenomen door diens toen vijftienjarige zuster, de Augusta Aelia Pulcheria, terwijl de prefectuur toeviel aan Aurelianius. Het verdere lot van Anthemius is onbekend, maar door zijn dochters huwelijk met de magister militum Procopius werd hij de grootvader van de latere westerse keizer Anthemius. Ook was hij de vader van Anthemius Isidorus, die in 436 het consulschap bekleedde.

## Voetnoten
1. ↑  (en)  A dictionary of Greek and Roman biography and mythology, entry on Theodosius II
2. ↑  (en)  Bury, blz.155
3. ↑  Catholic Encyclopedia
4. ↑  Codex Theodosianus”, Boek IX, 34.10
5. 1 2  (en)  Bury, Hfdstk. VII
6. ↑  (en)  Bury, blz.159-160
7. ↑  Codex Theodosianus, Boek XIII, 5,32
8. ↑  Codex Theodosianus, Boek XIV, 16.1
9. ↑  Codex Theodosianus, Boek XI, 28.9
10. ↑  (en)  Bury, blz. 70